# Janet Gaynor
Janet Gaynor (6.10.1906 – 14.9.1984) là một nữ diễn viên người Mỹ và là một trong số các nữ diễn viên được ưa chuộng nhất trong thời đại phim câm.
Năm 1928, Gaynor trở thành nữ diễn viên đầu tiên đoạt giải Oscar cho nữ diễn viên chính xuất sắc nhất cho diễn xuất của bà trong 3 phim: Seventh Heaven (1927), Sunrise: A Song of Two Humans (1927) và Street Angel (1928). Đây là dịp duy nhất mà một nữ diễn viên đoạt giải Oscar cho nhiều vai diễn. Ba năm sau điều lệ này đã được Viện Hàn lâm Khoa học và Nghệ thuật Điện ảnh thay đổi. Sự nghiệp của bà tiếp tục tới khi có phim âm thanh, và bà đã hoàn thành một thành công đáng kể trong phiên bản gốc của phim A Star Is Born (1937).
Sau cuối thập niên 1930, bà đóng phim không thường xuyên. Bị thương trầm trọng trong một vụ đụng xe năm 1982, bà đã từ trần 2 năm sau.

## Thời niên thiếu
Bà có tên khai sinh là Laura Augusta Gainor, sinh tại Philadelphia, Pennsylvania. Gia đình bà di chuyển sang phía tây tới San Francisco, California khi bà còn nhỏ. Khi tốt nghiệp trường cao trung năm 1923, Gaynor quyết định theo nghề diễn viên. Bà chuyển tới cư ngụ ở Los Angeles, và tự kiếm sống bằng cách làm việc trong một tiệm giày với lương là 18 dollar mỗi tuần.
Bà tìm được các vai diễn nhỏ không đăng quảng cáo trong nhiều phim truyện và phim hài ngắn trong 2 năm. Cuối cùng, năm 1926, ở tuổi 20, bà được đóng vai chính trong phim The Johnstown Flood (1926). Cùng năm, bà được bầu chọn là một trong các WAMPAS Baby Stars (cùng với Joan Crawford, Dolores del Río và các người khác). Diễn xuất nổi bật của bà đã được các nhà sản xuất phim chú ý và họ đã cho bà đóng một loạt phim.

## Thành đạt nghề nghiệp
Trong vòng một năm, Gaynor trở thành một trong các phụ nữ đóng vai chính ở Hollywood. Diễn xuất của bà trong phim Seventh Heaven (phim đầu trong 12 phim bà đóng chung với nam diễn viên Charles Farrell) và cả phim Sunrise, do F. W. Murnau đạo diễn. Phim Street Angel (năm 1927, cũng với Charles Farrell) đã mang lại cho bà giải Oscar cho nữ diễn viên chính xuất sắc nhất đầu tiên năm 1928. Đây là lần duy nhất trong lịch sử giải Oscar được trao cho nhiều vai diễn: giải được trao dựa trên toàn bộ diễn xuất của diễn viên trong một năm, chứ không cho một diễn xuất riêng biệt nào. Gaynor không chỉ là người thứ nhất mà cũng là nữ diễn viên trẻ tuổi nhất đoạt một giải Oscar cho nữ diễn viên chính xuất sắc nhất cho tới năm 1986 (khi Marlee Matlin đoạt giải Oscar). Ở lúc mà họ đoạt giải Oscar của mình thì Gaynor 22 tuổi, còn Matlin 21 tuổi. 미스터트롯2 투표
Gaynor là một trong số ít nữ diễn viên chính đã thành công trong việc chuyển từ phim câm sang phim âm thanh. Trong một số năm, Gaynor là nữ diễn viên chính hàng đầu ở phim trường của hãng Fox Film Corporation và được phép chọn các vai chủ yếu, đóng vai chính trong các phim như Delicious (1931), Merely Mary Ann (cũng năm 1931) và Adorable (1933). Tuy nhiên, khi Darryl F. Zanuck hợp nhất phim trường non trẻ của mình, 20th Century Pictures, với Fox Film Corporation để lập ra hãng Twentieth Century Fox, thì cương vị của Gaynor trở nên bấp bênh, thậm chí còn xuống hàng thứ ba sau các nữ diễn viên Loretta Young và Shirley Temple. Bà liền chấm dứt hợp đồng với hãng này và được David O. Selznick hoan hô ở giữa thập niên1930.
Năm 1937, bà lại được đề cử để nhận giải Oscar, lần này cho vai diễn của bà trong phim A Star Is Born. Sau khi xuất hiện trong phim The Young in Heart, bà từ giã kỹ nghệ điện ảnh trong gần 20 năm và chỉ trở lại lần chót vào năm 1957 trong vai mẹ của Pat Boone ở phim Bernardine.

## Đời tư
Gaynor kết hôn với nhà sản xuất phim Paul Gregory từ ngày 24.12.1964 tới khi qua đời ngày 14.9.1984. Các cuộc hôn nhân trước kia là với Adrian, nhà thiết kế trang phục của hãng MGM từ ngày 14.8.1939 tới khi Adrian qua đời ngày 13.9.1959, sau đó với Jesse Lydell Peck từ ngày 11.9.1929 tới ngày 7.4.1933. Gaynor có một con trai chung với Adrian, tên là Robin Gaynor Adrian, sinh năm 1940.
Gaynor là bạn thân của nữ diễn viên Mary Martin, họ thường đi du lịch chung với nhau. Một ký giả người Brasil đã thấy Gaynor và Martin sống với chồng của họ một thời gian ngắn ở tiểu bang Goiás (Brasil) trong thập niên 1950 và thập niên 1960.
Gaynor từ trần năm 1984, ở tuổi 77, do một tai nạn xe cộ ở San Francisco 2 năm trước đó; nhất là do các biến chứng là hậu quả của nhiều cuộc giải phẫu. Trong tai nạn giao thông, một người lái xe tên Robert Cato đã vượt qua đèn đỏ ở góc phố California Street và phố Franklin rồi đâm vào xe taxi hãng Luxor của bà ngồi. Cuộc va chạm này đã giết chết Ben Washer - người quản lý của Mary Martin - và gây thương tích cho các hành khác, trong đó có Paul Gregory chồng của Gaynor, cũng như người bạn thân lâu năm của bà là Mary Martin. Gaynor bị thương nặng, bị gãy 11 xương sườn, gãy 1 xương đòn, gãy xương chậu, bị thương bọng đái và hư thận.
Bà được an táng tại Hollywood Forever Cemetery ở Hollywood, California bên cạnh người chồng thứ hai Adrian, nhưng trên tấm mộ bia ghi là "Janet Gaynor Gregory" để tỏ lòng tôn kính người chồng thứ ba, đạo diễn kiêm nhà sản xuất phim Paul Gregory.

## Danh mục phim

### Phim truyện
| Năm  | Philm                     | Vai diễn                                   | Ghi chú                                           |
| ---- | ------------------------- | ------------------------------------------ | ------------------------------------------------- |
| 1924 | Cupid's Rustler           |                                            | không ghi tên                                     |
| 1924 | Young Ideas               |                                            | không ghi tên                                     |
| 1925 | Dangerous Innocence       | không ghi tên                              |                                                   |
| 1925 | The Burning Trail         |                                            | không ghi tên                                     |
| 1925 | The Teaser                |                                            | không ghi tên                                     |
| 1925 | The Plastic Age           |                                            | không ghi tên                                     |
| 1926 | A Punch in the Nose       | Bathing Beauty                             | không ghi tên                                     |
| 1926 | The Beautiful Cheat       |                                            | không ghi tên                                     |
| 1926 | The Johnstown Flood       | Anna Burger                                |                                                   |
| 1926 | Oh What a Nurse!          |                                            | không ghi tên                                     |
| 1926 | Skinner's Dress Suit      |                                            | không ghi tên                                     |
| 1926 | The Shamrock Handicap     | Lady Sheila O'Hara                         |                                                   |
| 1926 | The Galloping Cowboy      |                                            | không ghi tên                                     |
| 1926 | The Man in the Saddle     |                                            | không ghi tên                                     |
| 1926 | The Blue Eagle            | Rose Kelly                                 |                                                   |
| 1926 | The Midnight Kiss         | Mildred Hastings                           |                                                   |
| 1926 | The Return of Peter Grimm | Catherine                                  |                                                   |
| 1926 | Lazy Lightning            |                                            | không ghi tên                                     |
| 1926 | The Stolen Ranch          |                                            | không ghi tên                                     |
| 1927 | Two Girls Wanted          | Marianna Wright                            |                                                   |
| 1927 | Seventh Heaven            | Diane                                      | giải Oscar cho nữ diễn viên chính xuất sắc nhất   |
| 1927 | Sunrise                   | The Wife - Indre                           | Giải Oscar cho nữ diễn viên chính xuất sắc nhất   |
| 1928 | Street Angel              | Angela                                     | Giải Oscar cho nữ diễn viên chính xuất sắc nhất   |
| 1928 | 4 Devils                  | Marion                                     |                                                   |
| 1929 | Lucky Star                | Mary Tucker                                |                                                   |
| 1929 | Happy Days                | b ản th ân                                 |                                                   |
| 1929 | Christina                 | Christina                                  |                                                   |
| 1929 | Sunny Side Up             | Mary Carr                                  |                                                   |
| 1930 | High Society Blues        | Eleanor Divine                             |                                                   |
| 1931 | The Man Who Came Back     | Angie Randolph                             |                                                   |
| 1931 | Daddy Long Legs           | Judy Abbott                                |                                                   |
| 1931 | Merely Mary Ann           | Mary Ann                                   |                                                   |
| 1931 | Delicious                 | Heather Gordon                             |                                                   |
| 1932 | The First Year            | Grace Livingston                           |                                                   |
| 1932 | Tess of the Storm Country | Tess Howland                               |                                                   |
| 1933 | State Fair                | Margy Frake                                |                                                   |
| 1933 | Adorable                  | Princess Marie Christine, aka Mitzi        |                                                   |
| 1933 | Paddy the Next Best Thing | Paddy Adair                                |                                                   |
| 1934 | Carolina                  | Joanna Tate                                |                                                   |
| 1934 | The Cardboard City        | bản thân                                   | vai nhỏ                                           |
| 1934 | Change of Heart           | Catherine Furness                          |                                                   |
| 1934 | Servants' Entrance        | Hedda Nilsson aka Helga Brand              |                                                   |
| 1935 | One More Spring           | Elizabeth Cheney                           |                                                   |
| 1935 | The Farmer Takes a Wife   | Molly Larkins                              |                                                   |
| 1936 | Small Town Girl           | Katherine 'Kay' Brannan                    |                                                   |
| 1936 | Ladies in Love            | Martha Kerenye                             |                                                   |
| 1937 | A Star Is Born            | Esther Victoria Blodgett, aka Vicki Lester | Đề cử - Giải Oscar cho nữ diễn viên xuất sắc nhất |
| 1938 | Three Loves Has Nancy     | Nancy Briggs                               |                                                   |
| 1938 | The Young in Heart        | George-Anne Carleton                       |                                                   |
| 1957 | Bernardine                | Mrs. Ruth Wilson                           |                                                   |

### Phim ngắn
| Năm  | Phim                          | Vai diễn   | Ghi chú       |
| ---- | ----------------------------- | ---------- | ------------- |
| 1924 | All Wet                       |            | không ghi tên |
| 1925 | The Haunted Honeymoon         |            | không ghi tên |
| 1925 | The Crook Buster              |            | không ghi tên |
| 1926 | WAMPAS Baby Stars of 1926     | bản thân   |               |
| 1926 | Ridin' for Love               |            | không ghi tên |
| 1926 | Fade Away Foster              |            | không ghi tên |
| 1926 | The Fire Barrier              |            | không ghi tên |
| 1926 | Don't Shoot                   |            | không ghi tên |
| 1926 | Pep of the Lazy J             | June Adams | không ghi tên |
| 1926 | Martin of the Mounted         |            | không ghi tên |
| 1926 | 45 Minutes from Hollywood     |            | không ghi tên |
| 1927 | The Horse Trader              |            | không ghi tên |
| 1941 | Meet the Stars #2: Baby Stars | bản thân   |               |